# رضا میلانی
رضا میلانی (متولد ۲۹ مرداد ماه ۱۳۵۹، تهران) کارگردان و تهیه‌کننده تلویزیونی ایرانی است.

## زندگی‌نامه
رضا میلانی با آموختن تدوین فعالیت حرفه‌ای خود را از سال ۱۳۷۵ آغاز کرد و از سال ۱۳۷۹ با کارگردانی و تولید آگهی‌های تلویزیونی به صورت جدی به این عرصه وارد شد که تا هم‌اکنون نیز ادامه دارد. از شاخص‌ترین آگهی‌هایی که او در چند سال اخیر کارگردانی کرده‌است می‌توان به آگهی‌های تلویزیونی بانک سامان , ایرانسل و Danette اشاره کرد.
او همچنین در سال ۲۰۰۱ میلادی به کشور امارات متحده عربی مهاجرت نمود و در مجموعه GREEN PICTURES واقع در Dubai Media City مشغول به فعالیت شد ولی پس از مدتی مجدداً" به ایران بازگشت.
وی از سال ۱۳۸۵ به کارگردانی و تهیه برنامه و مجموعه‌های تلویزیونی روی آورد و تاکنون بالغ بر مجموع ۳۵۰ قسمت برنامه تلویزیونی کارگردانی و تهیه نموده‌است.

## مجموعه‌های تلویزیونی
- سریال داستانی تلویزیونی پیرمردها (کارگردان و تهیه‌کننده)
- مجموعه داستانی تلویزیونی قصه‌های پدربزرگ (کارگردان و تهیه‌کننده)
- مجموعه تآتر تلویزیونی - تله تآتر- بوستان ادب (تهیه‌کننده)
- مسابقه تلویزیونی سه در چهار (کارگردان و تهیه‌کننده)
- مجموعه تلویزیونی نوشدارو (کارگردان و تهیه‌کننده)
- مجموعه تلویزیونی آشپزی علاالدین (کارگردان و تهیه‌کننده)
- مجموعه تلویزیونی آشپزی تفال (کارگردان و تهیه‌کننده)
- مجموعه تلویزیونی انیمیشن شهر ما (کارگردان و فیلم‌نامه نویس)

## مقالات منتشر شده
- بانک‌ها و تلویزیون؛ نگاهی بر روند تولید آگهی‌های تلویزیونی بانک‌ها در ایران. (نشریه بانک سامان, سال هفتم, شماره پنجاه و دوم, مهرماه ۱۳۹۰)
- کوپن بسازید, بیشتر بفروشید؛ نگاهی به ترفندهای فروش آمریکایی. (مجله صدای مشتری, سال اول, شماره دوم , مهرماه ۱۳۹۱)
- جوانان خوش فکر پشت دخل. (مجله صدای مشتری, سال اول, شماره سوم , آبان و آذرماه ۱۳۹۱)
- سوپرمارکت‌ها رسانه اند؛ تحلیل نقش و ظرفیت تبلیغاتی سوپرمارکت‌ها در ایران. (مجله صدای مشتری, سال دوم, شماره ششم و هفتم , مهرماه ۱۳۹۲)